# Andriej Kiriuchin
Andriej Anatoljewicz Kiriuchin, ros Андрей Анатольевич Кирюхин (ur. 4 sierpnia 1987 w Jarosławiu, zm. 7 września 2011 w Jarosławiu) – rosyjski hokeista, reprezentant Rosji.

## Życiorys
Kariera klubowa
- Łokomotiw 2 Jarosław (2003−2007)
- Łokomotiw Jarosław (2005−2007)
  -  HK Biełgorod (2007−2008)
  -  Kapitan Stupino (2008−2009)
- Łokomotiw Jarosław (2009−2011)

Był wychowankiem klubu Łokomotiw Jarosław. Występował w międzyczasie w dwóch klubach niższych rozgrywek. Reprezentant Rosji U-20 oraz kadry Rosji B. Zginął 7 września 2011 w katastrofie samolotu pasażerskiego Jak-42D w pobliżu Jarosławia. Wraz z drużyną leciał do Mińska na inauguracyjny mecz ligi KHL sezonu 2011/12 z Dynama Mińsk.
Został pochowany w rodzinnym Jarosławiu. Jego ojciec Anatolij jest byłym piłkarzem i trenerem.
Został pochowany na cmentarzu Leontjewskoje w Jarosławiu.

## Sukcesy

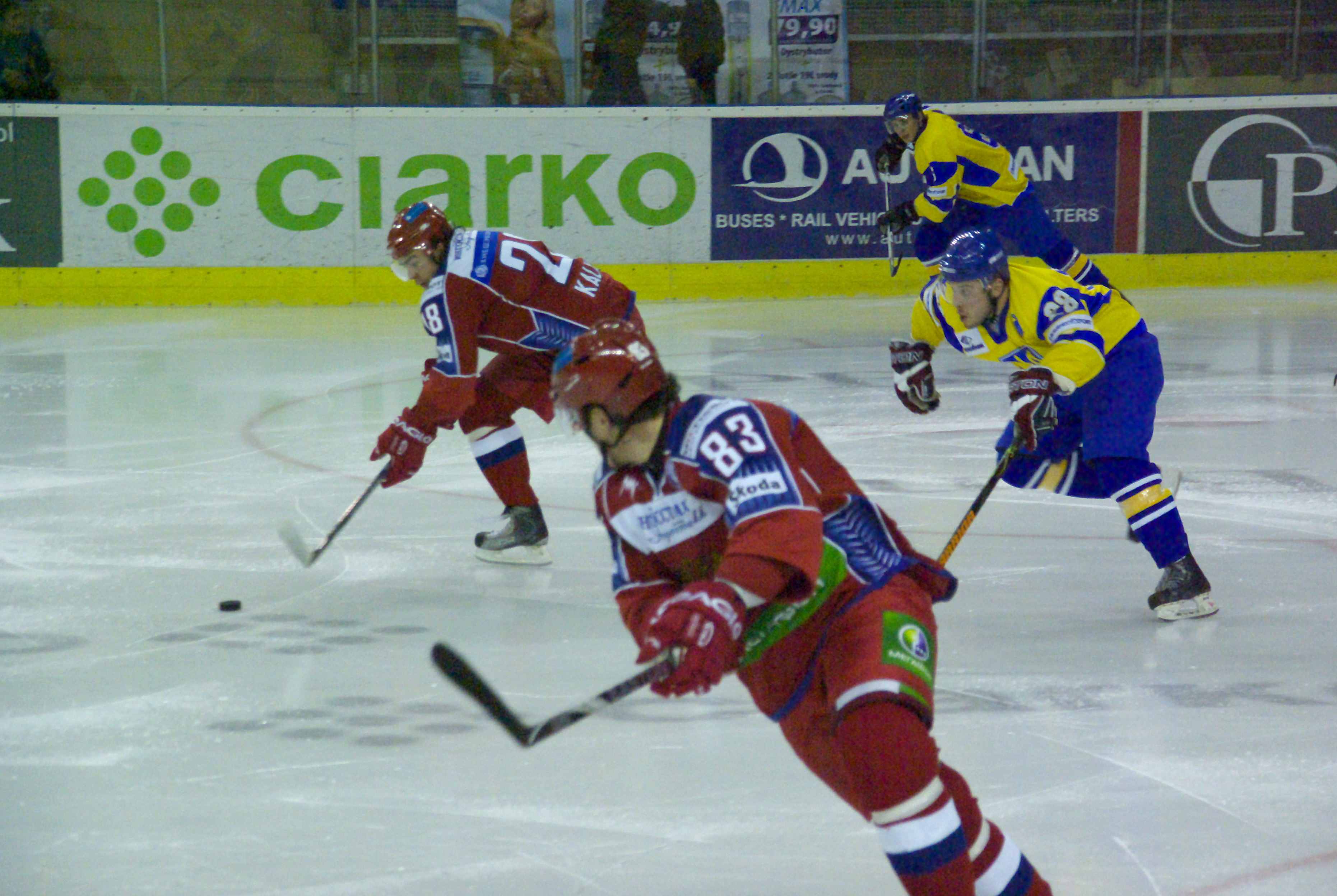
Kiriuchin (nr 83) podczas meczu reprezentacji Rosja B. Wyżej przy krążku Aleksandr Kalanin (także zginął w katastrofie samolotu 7.09.11)

Reprezentacyjne
- Srebrny medal mistrzostw świata juniorów do lat 20: 2007

Klubowe
- Brązowy medal Mistrzostw Rosji: 2011 z Łokomotiwem